# Solenostoma cryptogynum
Solenostoma cryptogynum är en bladmossart som beskrevs av Rudolf Mathias Schuster och J.J.Engel. Solenostoma cryptogynum ingår i släktet Solenostoma och familjen Solenostomataceae. Inga underarter finns listade i Catalogue of Life.